# Batalha de Octoduro
A Batalha de Octoduro foi travada no inverno de 57–56 a.C. na cidade gaulesa de Octoduro (em latim: Octodurus), território atual de Martigny, Valais, Suíça, no contexto das Guerras Gálicas. A batalha foi resultado direto da tentativa romana de abrir o Grande Passo de São Bernardo (em latim: Passus Poeninus) sobre os Alpes e terminou em vitória romana. Porém, a ferocidade do combate convenceu a legião romana a voltar para buscar reforços.

## Contexto
Quando César esteve na Gália (57–56 a.C.), ele enviou Sérvio Galba à frente da XII Fulminata e algumas unidades de cavalaria para a Gália Transalpina, o território dos nantuates, veragros (veragri) e sedunos (seduni). Seu objetivo era proteger o passo através dos Alpes para que os comerciantes romanos pudessem utilizá-lo, sem serem atacados ou obrigados a pagarem pedágios.
Galba, depois de tomar muitas fortificações pelo caminho e de receber a rendição de muitas tribos, enviou duas coortes até o território dos nantuates e invernou com as demais numa cidade dos veragros chamada Octoduro, que ficava num vale estreito rodeado por montanhas e era dividido pelo rio Dranse. Galba concedeu uma parte da cidade para os gauleses e a outra, para seus legionários. A porção romana foi fortificada com um fosso e um muro antes do inverno. Porém, uns poucos dias depois de acamparem, um exército gaulês atacou as fortificações. César nos fornece uma série de razões para o ataque, entre elas uma crença de que os romanos não se limitariam a manter o passo aberto, o ressentimento pelas crianças tomadas como reféns e a crença de que uma legião sozinha era vulnerável.

## Batalha
Já no inverno, os romanos acordaram num determinado dia e viram a porção gaulesa da cidade abandonada e as colinas à volta tomadas por uma grande força de sedunos e veragros. As fortificações romanas estavam ainda incompletas e havia apenas uma quantidade limitada de suprimentos para suportar um cerco. Os romanos se defenderam a partir das fortificações por cerca de seis horas até que, temendo não serem mais capazes de manter o inimigo à distância, resolveram atacar numa sortida. O ataque foi vitorioso e César afirma que cerca de um terço dos 30 000 guerreiros bárbaros foi morto. Smith menciona que, por causa da largura limitada do vale, o exército gaulês deve ter sido muito menor do que o relatado por César e que as baixas seriam também muito menores.

## Consequências
Apesar da vitória decisiva romana, Galba não se sentiu poderoso o suficiente para permanecer em Octoduro, pois estava com poucos suprimentos e preocupado com os pastos nos Alpes durante o inverno. É possível que ele temesse raides das unidades remanescentes do exército gaulês que se escondiam nas montanhas. Depois de queimar a vila, Galba marchou de volta pelos Alpes e passou o resto do inverno nas terras dos alóbroges.